# Campionato russo di football americano 2015
Il Campionato russo di football americano 2015 è la 16ª edizione del campionato di football americano di primo livello, organizzato dalla FAFR.

## Squadre partecipanti
| Club | Città           | Stadio | Sponsor ufficiale | Risultato nella stagione 2014 |
| --- | --------------- | ------ | ----------------- | ----------------------------- |
| Chelyabinsk Tanks | Čeljabinsk      |        |                   |                               |
| Ekaterinburg Ural Lightnings | Ekaterinburg    |        |                   |                               |
| Jaroslavl Rebels | Jaroslavl'      |        |                   |                               |
| Moscow Black Storm | Mosca           |        |                   |                               |
| Moscow Dragons | Mosca           |        |                   |                               |
| Moscow Patriots | Mosca           |        |                   |                               |
| Moscow Spartans | Mosca           |        |                   |                               |
| Moscow United | Mosca           |        |                   |                               |
| Nizhnij Novgorod Raiders 52 | Nižnij Novgorod |        |                   |                               |
| Podolsk Vityaz | Podol'sk        |        |                   |                               |
| [[File:Template:Naz/RU-SAM\|class=noviewer\|Template:Naz/RU-SAM (bandiera)\|20x16px]] [[Selezione di football americano Template:Naz/RU-SAM\|Template:Naz/RU-SAM]] | Samara          |        |                   |                               |
| Sankt Petersburg Griffins | San Pietroburgo |        |                   |                               |
| Sankt Petersburg North Legion | San Pietroburgo |        |                   |                               |
| Sevastopol Titans | /Sebastopoli    |        |                   |                               |
| Simferopol Taurus | /Sinferopoli    |        |                   |                               |

## Stagione regolare

### Calendario

#### 1ª giornata
| San Pietroburgo 9 maggio 2015 | Sankt Petersburg North Legion | 6 – 14 (0-0 6-6 0-8 0-0) referto | Moscow United | Stadion Baltika |

| Puškin 9 maggio 2015 | Sankt Petersburg Griffins | 38 – 0 (31-0 7-0 0-0 0-0) referto | Jaroslavl Rebels | Tsarskoe Selo Stadium |

| Podol'sk 9 maggio 2015 | Podolsk Vityaz | 27 – 0 (14-0 7-0 0-0 6-0) referto | Moscow Black Storm | Stadion Planeta |

| Korolëv 9 maggio 2015 | Moscow Dragons | 0 – 34 (0-7 0-14 0-0 0-13) referto | Moscow Spartans | Stadion Čajka |

#### 2ª giornata
| Korolëv 16 maggio 2015, ore ù | Moscow Patriots | 7 – 10 (7-0 0-3 0-7 0-0) referto | Sankt Petersburg Griffins | Stadion Čajka |

| Jaroslavl' 16 maggio 2015 | Jaroslavl Rebels | 6 – 48 (6-14 0-21 0-7 0-6) referto | Sankt Petersburg North Legion | Stadion Slavneft |

| Sinferopoli 16 maggio 2015 | Sevastopol Titans | 24 – 6 (8-0 16-0 0-6 0-0) referto | Simferopol Taurus |  |

| Čeljabinsk 17 maggio 2015 | Chelyabinsk Tanks | 0 – 23 (0-2 0-15 0-6 0-0) referto | Ekaterinburg Ural Lightnings |  |

#### 3ª giornata
| Troick 23 maggio 2015 | Moscow Spartans | 14 – 17 (0-14 0-3 7-0 7-0) referto | Podolsk Vityaz | Gorodskoj Stadion |

| Nižnij Novgorod 23 maggio 2015 | Nizhnij Novgorod Raiders 52 | 19 – 0 (13-0 0-0 6-0 0-0) referto | Moscow Dragons | Stadion Dinamo |

#### 4ª giornata
| Mosca 30 maggio 2015 | Moscow United | 22 – 0 (0-0 0-0 6-0 16-0) referto | Jaroslavl Rebels | SK Saljut-Geraklion |

| San Pietroburgo 30 maggio 2015 | Sankt Petersburg North Legion | 6 – 35 (0-7 6-14 0-14 0-0) referto | Moscow Patriots | Stadion Baltika |

| Samara 30 maggio 2015 | [[Selezione di football americano Template:Naz/RU-SAM\|Template:Naz/RU-SAM]] [[File:Template:Naz/RU-SAM\|class=noviewer\|Template:Naz/RU-SAM (bandiera)\|20x16px]] | 6 – 27 referto | Chelyabinsk Tanks |  |

#### 5ª giornata
| Puškin 6 giugno 2015 | Sankt Petersburg Griffins | 23 – 13 (14-7 0-0 6-0 3-6) referto | Sankt Petersburg North Legion | Tsarskoe Selo Stadium |

| Zelenograd 6 giugno 2015 | Moscow Patriots | 31 – 8 (7-0 14-8 3-0 7-0) referto | Moscow United | Stadio del rugby |

| Mosca 6 giugno 2015 | Moscow Spartans | 6 – 33 (0-6 0-2 0-13 6-12) referto | Moscow Black Storm | SK Saljut-Geraklion |

| Podol'sk 6 giugno 2015 | Podolsk Vityaz | 44 – 7 referto | Nizhnij Novgorod Raiders 52 | Stadion Planeta |

| Ekaterinburg 6 giugno 2015 | Ekaterinburg Ural Lightnings | 21 – 6 referto | [[File:Template:Naz/RU-SAM\|class=noviewer\|Template:Naz/RU-SAM (bandiera)\|20x16px]] [[Selezione di football americano Template:Naz/RU-SAM\|Template:Naz/RU-SAM]] | Mežškol'nij Stadion |

| Sinferopoli 6 giugno 2015 | Simferopol Taurus | 13 – 22 referto | Sevastopol Titans |  |

#### 6ª giornata
| Zelenograd 20 giugno 2015 | Moscow United | 12 – 19 (6-6 6-0 0-13 0-0) referto | Sankt Petersburg Griffins | Stadio del rugby |

| Jaroslavl' 20 giugno 2015 | Jaroslavl Rebels | 0 – 58 (0-7 0-26 0-10 0-15) referto | Moscow Patriots | Stadion Slavneft |

#### 7ª giornata
| Jaroslavl' 27 giugno 2015 | Jaroslavl Rebels | 3 – 34 (0-14 0-6 3-0 0-14) referto | Moscow United | Stadion Slavneft |

| Zelenograd 27 giugno 2015 | Moscow Patriots | 53 – 10 (9-0 0-10 14-0 30-0) referto | Sankt Petersburg North Legion | Stadio del rugby |

| Nižnij Novgorod 27 giugno 2015 | Nizhnij Novgorod Raiders 52 | 29 – 6 (0-0 13-0 0-6 16-0) referto | Moscow Black Storm | Stadion Dinamo |

| Sinferopoli 27 giugno 2015 | Simferopol Taurus | - – - (annullata) referto | Sevastopol Titans |  |

| Korolëv 28 giugno 2015 | Moscow Dragons | 6 – 36 (6-0 0-9 0-6 0-21) referto | Podolsk Vityaz | Stadion Čajka |

| Ekaterinburg 28 giugno 2015 | Ekaterinburg Piranhas | 28 – 20 (6-7 0-0 0-13 22-0) referto | Chelyabinsk Tanks | Mežškol'nij Stadion |

#### 8ª giornata
| Puškin 4 luglio 2015 | Sankt Petersburg Griffins | 24 – 35 (7-14 7-0 7-7 3-14) referto | Moscow Patriots | Tsarskoe Selo Stadium |

| San Pietroburgo 4 luglio 2015 | Sankt Petersburg North Legion | 50 – 6 (6-0 20-0 10-0 14-6) referto | Jaroslavl Rebels | Stadion Baltika |

#### 9ª giornata
| Troick 11 luglio 2015 | Moscow Spartans | 9 – 13 (0-0 3-0 0-13 6-0) referto | Nizhnij Novgorod Raiders 52 | Gorodskoj Stadion |

| Mosca 11 luglio 2015 | Chelyabinsk Tanks | 6 – 12 referto | [[Selezione di football americano Template:Naz/RU-SAM\|Template:Naz/RU-SAM]] [[File:Template:Naz/RU-SAM\|class=noviewer\|Template:Naz/RU-SAM (bandiera)\|20x16px]] | Stadion Lokomotiv |

| Mosca 12 luglio 2015 | Moscow Black Storm | 12 – 13 (0-13 6-0 0-0 6-0) referto | Moscow Dragons | SK Saljut-Geraklion |

#### 10ª giornata
| San Pietroburgo 18 luglio 2015 | Sankt Petersburg North Legion | 7 – 62 (7-16 0-32 0-0 0-14) referto | Sankt Petersburg Griffins | Stadion Baltika |

| Zelenograd 18 luglio 2015 | Moscow United | 6 – 33 (6-6 0-13 0-7 0-7) referto | Moscow Patriots | Stadio del rugby |

#### 11ª giornata
| Puškin 25 luglio 2015 | Sankt Petersburg Griffins | 31 – 0 (7-0 0-0 7-0 17-0) referto | Moscow United | Tsarskoe Selo Stadium |

| Zelenograd 25 luglio 2015 | Moscow Patriots | 73 – 0 (20-0 27-0 26-0 0-0) referto | Jaroslavl Rebels | Stadio del rugby |

| Togliatti 25 luglio 2015 | [[Selezione di football americano Template:Naz/RU-SAM\|Template:Naz/RU-SAM]] [[File:Template:Naz/RU-SAM\|class=noviewer\|Template:Naz/RU-SAM (bandiera)\|20x16px]] | 26 – 19 (0-6 0-32 0-8 0-0) referto | Ekaterinburg Ural Lightnings |  |

#### 12ª giornata
| Zelenograd 1º agosto 2015 | Moscow United | 6 – 0 (0-0 0-0 6-0 0-0) referto | Sankt Petersburg North Legion | Stadio del rugby |

| Jaroslavl' 1º agosto 2015 | Jaroslavl Rebels | 6 – 20 (0-3 0-7 0-7 6-3) referto | Sankt Petersburg Griffins | Stadion Slavneft |

### Classifica
Le classifiche della regular season sono le seguenti:
- PCT = percentuale di vittorie, G = partite giocate, V = partite vinte,  P = partite perse, PF = punti fatti, PS = punti subiti

#### Girone Volga
| Pos. | Squadra                     | PCT   | G | V | N | P | PF  | PS  |
| ---- | --------------------------- | ----- | - | - | - | - | --- | --- |
| 1    | Podolsk Vityaz              | 1.000 | 4 | 4 | 0 | 0 | 124 | 27  |
| 2    | Nizhnij Novgorod Raiders 52 | .750  | 4 | 3 | 0 | 1 | 68  | 59  |
| 3    | Moscow Spartans             | .500  | 4 | 2 | 0 | 2 | 90  | 36  |
| 4    | Moscow Dragons              | .250  | 4 | 1 | 0 | 3 | 19  | 101 |
| 5    | Moscow Black Storm          | .000  | 4 | 0 | 0 | 4 | 24  | 102 |

#### Girone Ural
| Pos. | Squadra | PCT  | G | V | N | P | PF | PS |
| ---- | --- | ---- | - | - | - | - | -- | -- |
| 1    | Ekaterinburg Ural Lightnings | .750 | 4 | 3 | 0 | 1 | 91 | 52 |
| 2    | [[File:Template:Naz/RU-SAM\|class=noviewer\|Template:Naz/RU-SAM (bandiera)\|20x16px]] [[Selezione di football americano Template:Naz/RU-SAM\|Template:Naz/RU-SAM]] | .500 | 4 | 2 | 0 | 2 | 50 | 73 |
| 3    | Chelyabinsk Tanks | .250 | 4 | 1 | 0 | 3 | 53 | 69 |

#### Girone Mar Nero
| Pos. | Squadra           | PCT   | G | V | N | P | PF | PS |
| ---- | ----------------- | ----- | - | - | - | - | -- | -- |
| 1    | Sevastopol Titans | 1.000 | 2 | 2 | 0 | 0 | 46 | 19 |
| 2    | Simferopol Taurus | .000  | 2 | 0 | 0 | 2 | 19 | 46 |

#### Girone Premier
| Pos. | Squadra                       | PCT  | G | V | N | P | PF  | PS  |
| ---- | ----------------------------- | ---- | - | - | - | - | --- | --- |
| 1    | Moscow Patriots               | .875 | 8 | 7 | 0 | 1 | 325 | 64  |
| 2    | Sankt Petersburg Griffins     | .875 | 8 | 7 | 0 | 1 | 227 | 80  |
| 3    | Moscow United                 | .500 | 8 | 4 | 0 | 4 | 102 | 123 |
| 4    | Sankt Petersburg North Legion | .250 | 8 | 2 | 0 | 6 | 140 | 205 |
| 5    | Jaroslavl Rebels              | .000 | 8 | 0 | 0 | 8 | 21  | 343 |

## Playoff

### Tabellone
|  | Playoff Girone Volga | Playoff Girone Volga        | Playoff Girone Volga |  |  | Wildcard | Wildcard                     | Wildcard                  |    |    | Semifinali                | Semifinali      | Semifinali |  |  | XVI Russkij Bowl | XVI Russkij Bowl | XVI Russkij Bowl |
|  |                      |                             |                      |  |  |          |                              |                           |    |    |                           |                 |            |  |  |                  |                  |                  |
|  |                      |                             |                      |  |  |          |                              |                           |    |    |                           |                 |            |  |  |                  |                  |                  |
|  |                      |                             |                      |  |  |          |                              |                           |    |    |                           |                 |            |  |  |                  |                  |                  |
|  |                      |                             |                      |  |  |          |                              |                           |    |    |                           |                 |            |  |  |                  |                  |                  |
|  |                      |                             |                      |  |  |          |                              |                           |    | 1P | Moscow Patriots           | 24              |            |  |  |                  |                  |                  |
|  | 1V                   | Podolsk Vityaz              | 58                   |  |  |          | 1V                           | Podolsk Vityaz            | 0  |    |                           |                 |            |  |  |                  |                  |                  |
|  | 4V                   | Moscow Dragons              | 0                    |  |  | 1V       | Podolsk Vityaz               | 20                        |    |    |                           |                 |            |  |  |                  |                  |                  |
|  |                      |                             |                      |  |  | 1MN      | Sevastopol Titans            | 0                         |    |    |                           |                 |            |  |  |                  |                  |                  |
|  |                      |                             |                      |  |  |          |                              |                           |    |    | 1P                        | Moscow Patriots | 21         |  |  |                  |                  |                  |
|  |                      |                             |                      |  |  |          | 2P                           | Sankt Petersburg Griffins | 37 |    |                           |                 |            |  |  |                  |                  |                  |
|  |                      |                             |                      |  |  |          |                              |                           |    |    |                           |                 |            |  |  |                  |                  |                  |
|  |                      |                             |                      |  |  |          |                              |                           |    |    |                           |                 |            |  |  |                  |                  |                  |
|  |                      |                             |                      |  |  |          |                              |                           |    | 2P | Sankt Petersburg Griffins | 35              |            |  |  |                  |                  |                  |
|  | 2V                   | Nizhnij Novgorod Raiders 52 | 13                   |  |  |          | 3V                           | Moscow Spartans           | 21 |    |                           |                 |            |  |  |                  |                  |                  |
|  | 3V                   | Moscow Spartans             | 33                   |  |  | 3V       | Moscow Spartans              | 24                        |    |    |                           |                 |            |  |  |                  |                  |                  |
|  |                      |                             |                      |  |  | 1U       | Ekaterinburg Ural Lightnings | 13                        |    |    |                           |                 |            |  |  |                  |                  |                  |
|  |                      |                             |                      |  |  |          |                              |                           |    |    |                           |                 |            |  |  |                  |                  |                  |

### Playoff girone Volga
| Nižnij Novgorod 25 luglio 2015 | Nizhnij Novgorod Raiders 52 | 13 – 33 (0-19 0-6 0-0 13-8) referto | Moscow Spartans | Stadion Dinamo |

| Podol'sk 25 luglio 2015 | Podolsk Vityaz | 58 – 0 (29-0 15-0 14-0 0-0) referto | Moscow Dragons | Stadion Planeta |

### Wild Card
| Podol'sk 8 agosto 2015 | Podolsk Vityaz | 20 – 0 (0-0 14-0 0-0 6-0) referto | Sevastopol Titans | Stadion Planeta |

| Mosca 9 agosto 2015 | Moscow Spartans | 24 – 13 (9-0 9-0 0-7 6-6) referto | Ekaterinburg Ural Lightnings | SK Saljut-Geraklion |

### Semifinali
| Puškin 22 agosto 2015 | Sankt Petersburg Griffins | 35 – 21 (7-7 14-6 7-8 7-0) referto | Moscow Spartans | Tsarskoe Selo Stadium |

| Zelenograd 22 agosto 2015 | Moscow Patriots | 24 – 0 (7-0 0-0 14-0 3-0) referto | Podolsk Vityaz | Stadio del rugby |

### XVI Russkij Bowl
| Zelenograd 6 settembre 2015 | Moscow Patriots | 21 – 37 (7-14 7-7 0-0 7-16) referto | Sankt Petersburg Griffins | Stadio del rugby |

## Verdetti
- Sankt Petersburg Griffins Campioni della Russia 2015